# Гійом (наслідний Великий герцог Люксембургу)
Гійом Люксембурзький (люксемб. Guillaume vu Lëtzebuerg, фр. Guillaume de Luxembourg, нім. Guillaume von Luxemburg), повне ім'я Гійом Жан Жозеф Марі (нар. 11 листопада 1981) — наслідний Великий герцог Люксембургу та Нассау, принц Парми, син правлячого герцога Анрі та Марії-Терези Местре.
На Різдво 2024 року Великий герцог Люксембурзький Анрі заявив, що зречеться престолу на користь 43-річного сина Гійома 3 жовтня 2025 року: «Для більшості представників мого покоління настав час йти на пенсію. Це природний процес».

## Біографія

### Ранні роки
Гійом з'явився на світ 11 листопада 1981 року у пологовому будинку імені великої герцогині Шарлотти у столиці Люксембурга. Він став первістком у родині наслідного великого герцога Анрі та його дружини Марії-Терези Местре. Хлопчик народився за дев'ять місяців після весілля батьків. Його хрещеними стали тітка Марія Астрід та дядько Гійом. Згодом у нього з'явилися троє молодших братів: Фелікс, Луї та Себастьян, а також сестра Александра.

### Освіта
Початкову освіту принц отримав у школі Лоренцвайлеру. Середню — здобував у ліцеї Роберта Шумана та швейцарському коледжі-інтернаті Beausoleil, який закінчив у 2001 із ступенем бакалавра французької мови. Із серпня 2001 до серпня 2002 проходив військову підготовку у Великій Британії в Королівській військовій академії в Сандгерсті.
У 2009 Гійом з відзнакою закінчив відділення політології в Університет Анже.

### Громадська діяльність
18 грудня 2000 офіційно призначений наслідним великим герцогом.
У 2001 став почесним президентом Ради економічного розвитку. На цій посаді відвідав Південну Корею, Італію, Росію, Канаду та США. У 2005 разом з батьками відвідав Словаччину.
24 червня 2005 став членом Державної Ради країни.
Повернувшись у липні 2009 на батьківщину після навчання, Гійом узяв на себе повне виконання функцій наслідного великого герцога. Відтоді він активно бере участь у різних економічних місіях, у тому числі в Росії, США та на Близькому Сході. Також відвідує пленарні засідання Державної Ради та різні комітети.
Є членом правління Фонду Великого герцога та Великої герцогині, що займається діяльністю, спрямованою на індеграцію в суспільство осіб з особливими потребами та підтримці конкретних проектів в найменш розвинутих країнах.
Будучи впевненим у необхідності розробки нових економічних моделей, цікавиться концепцією «Соціального бізнесу».

### Військова служба
Після закінчення військової академії в Сандгерсті у 2002 принц Гійом склав присягу як офіцер армії Люксембургу. У червні 2012 отримав чин підполковника.

### Шлюб і родина
26 квітня 2012 було оголошено про заручини 31-річного принца Гійома та 28-річної бельгійської графині Стефанії де Ланнуа. Наречені були знайомі давно, проте зустрічатися почали лише два роки тому.
19 жовтня 2012 Стефанія прийняла підданство Люксембургу. В той же день у міській ратуші відбулась цивільна церемонія пошлюблення. Проводив її реєстратор Ксавьє Беттель.
20 жовтня у Соборі Люксембурзької Богоматері відбулося вінчання.
10 травня 2020 року в сім'ї народився син Карл Жан Філіп Жозеф Марі Гійом.
27 березня 2023 року в пологовому будинку імені великої герцогині Шарлотти в Люксембурзі на світ з'явився другий син Франсуа Анрі Луї Марі Ґійом.

## Особистість
Гійом цікавиться музикою та спортом. Грає на піаніно. Полюбляє футбол, волейбол та плавання. Володіє люксембурзькою, англійською, німецькою, французькою та іспанською мовами.